# Moraea mediterranea
Moraea mediterranea är en irisväxtart som beskrevs av Peter Goldblatt. Moraea mediterranea ingår i släktet Moraea och familjen irisväxter. Inga underarter finns listade i Catalogue of Life.